# Lee Ki-Hyeong
Lee Ki-Hyeong (Seúl, 28 de noviembre de 1951-Lima, 9 de enero de 2004) fue un deportista surcoreano que compitió en Taekwondo. Ganó una medalla de oro en el Campeonato Mundial de Taekwondo de 1973, y una medalla de oro en el Campeonato Asiático de Taekwondo de 1974.
En 2001 fue elegido presidente de la Federación Deportiva Peruana de Taekwondo, cargo que ejerció hasta su fallecimiento en 2004.

## Palmarés internacional
| Campeonato Mundial  | Campeonato Mundial   | Campeonato Mundial | Campeonato Mundial |
| Año                 | Lugar                | Medalla            | Categoría          |
| ------------------- | -------------------- | ------------------ | ------------------ |
| 1973                | Seúl (Corea del Sur) | Medalla de oro     | –64 kg             |
| Campeonato Asiático |                      |                    |                    |
| Año                 | Lugar                | Medalla            | Categoría          |
| 1974                | Seúl (Corea del Sur) | Medalla de oro     | –68 kg             |